# NOVA (Lebensmittelklassifikation)
NOVA ist ein System der Klassifikation von Lebensmitteln, mit dem diese nach Art, Umfang und Zweck der industriellen Verarbeitung in vier Gruppen eingeteilt werden. Die vier Gruppen sind (1) Unverarbeitet, (2) Verarbeitete Zutaten, (3) Verarbeitete Lebensmittel und (4) Hochverarbeitete Lebensmittel. Der Verzehr eines hohen Anteils von hochverarbeiteten Lebensmitteln geht mit einem erhöhten Risiko der Erkrankung an chronischen Krankheiten einher, insbesondere Adipositas und Diabetes.
Eine Gruppe um Carlos Augusto Monteiro an der Universität von São Paulo publizierte ab 2010 Vorschläge zur Bewertung des Verarbeitungsgrades von Lebensmitteln. Die Nova-Klassifikation wird nicht von einer Organisation definiert, sondern im Rahmen wissenschaftlicher Publikationen weiterentwickelt.

## Klassifikation
NOVA unterscheidet sich von bestehenden Lebensmittel-Klassifizierungen. Statt Nahrungsmittel nach ihrem Gehalt an Energie, Salz, Fett oder Zucker einzuordnen, orientiert sich das vierstufige Nova-System am Grad der Verarbeitung. Bei herkömmlichen Lebensmittelgruppierungen wie zum Beispiel der Ernährungspyramide finden sich unter der Rubrik „Getreideprodukte“ sowohl Vollkornbrot wie auch gezuckerte und hochverarbeitete Cornflakes, obwohl beide sehr unterschiedlich gesund sind.
Die Gruppen der NOVA-Klassifikation sind:
- Gruppe 1, Unverarbeitete und minimal verarbeitete Lebensmittel, zum Beispiel Obst und Gemüse, Pilze, Kräuter, Nüsse, Fleisch, Fisch, Eier oder Milch
- Gruppe 2, Verarbeitete Zutaten, die aus natürlichen Lebensmitteln gewonnen und für die Zubereitung von Speisen verwendet werden, zum Beispiel Öl, Salz oder Zucker
- Gruppe 3, Verarbeitete Lebensmittel, konservierte, eingelegte oder fermentierte Lebensmittel, die nur wenige Zutaten enthalten, zum Beispiel geräucherter Fisch, saure Gurken oder Dosentomaten
- Gruppe 4, Hochverarbeitete Lebensmittel, die viele Verarbeitungsschritte durchlaufen haben und viele Zutaten und Zusatzstoffe enthalten, zum Beispiel Feinbackwaren, Kartoffelchips, Wurstwaren, Tiefkühlpizza, Tütensuppen und Softdrinks.

Das Wort NOVA ist kein Akronym, sondern bedeutet im Portugiesischen „neu“.

## Hochverarbeitete Lebensmittel

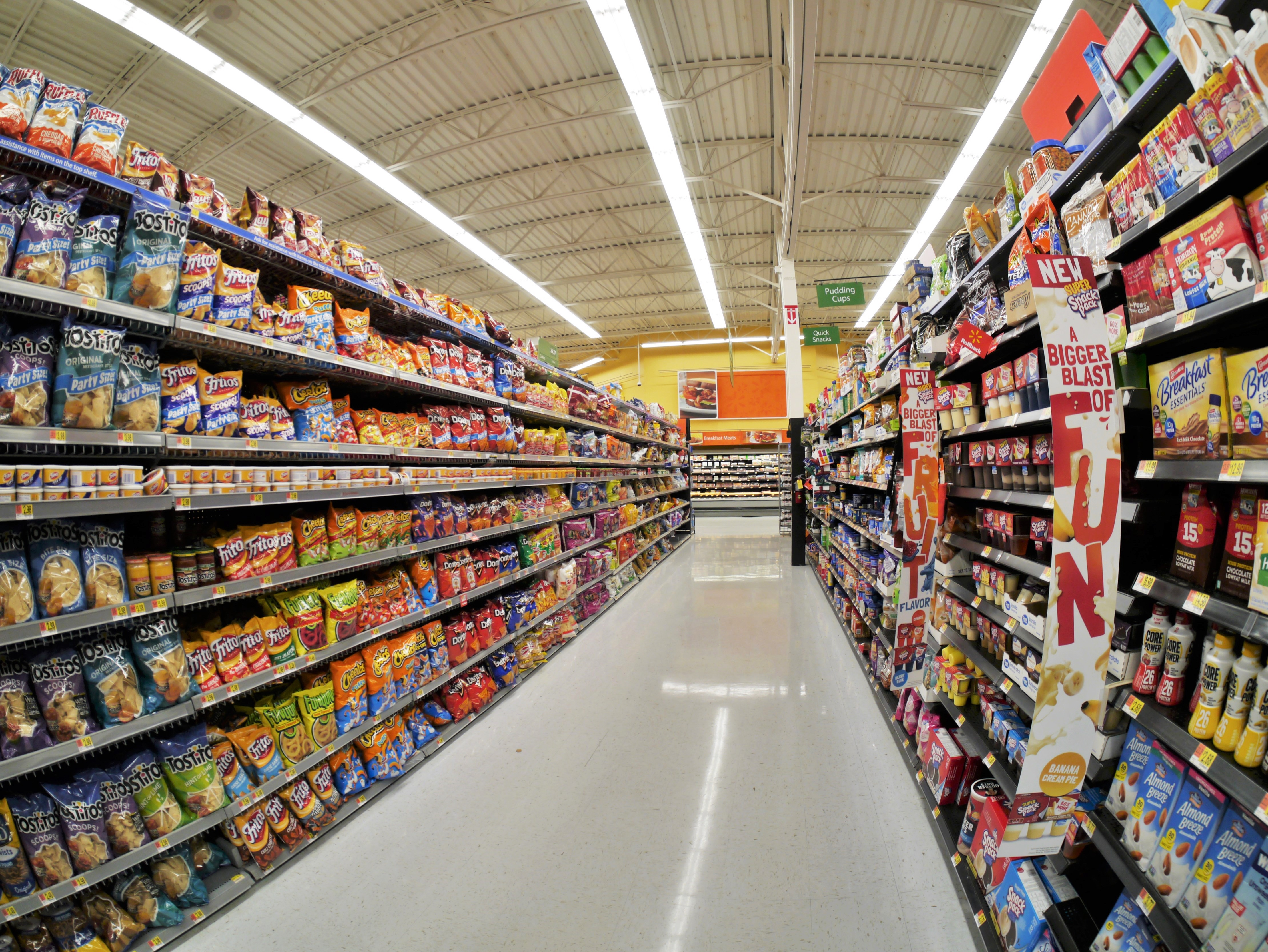
Hochverarbeitete Lebensmittel (Kartoffelchips, Snacks) in einem Supermarkt

Hochverarbeitete Lebensmittel (englisch Ultra-processed food, Highly-processed food, UPF) werden industriell hergestellt und sollen lange haltbar, schmackhaft, sofort verzehrfertig und bequem zu essen sein. Diese Lebensmittel sind für die Hersteller besonders profitabel, da sie sich automatisiert aus haltbaren Zutaten mit definierten Eigenschaften herstellen lassen. Hochverarbeitete Lebensmittel enthalten oft viele Zutaten, die von einem typischen Verbraucher nicht als Lebensmittel identifiziert würden und auch nicht einzeln verkauft werden.
Zu den hochverarbeiteten Lebensmitteln zählen die meisten als Fast Food, Junkfood und Convenience Food bezeichneten Produkte sowie die als Snacks gegessenen Knabberartikel, Müsliriegel und Süßwaren.
Hochverarbeitete Lebensmittel gelten laut Deutscher Gesellschaft für Ernährung (DGE) als wenig gesund und nicht nachhaltig.
Ernährungswissenschaftliche Erhebungen in verschiedenen Ländern ergaben, dass ein erhöhter Verzehr hochverarbeiteter Lebensmittel (UPF) mit einer geringen Qualität der Ernährung einhergeht. Der UPF-Anteil an der Ernährung wurde dabei als Prozentsatz an der Gesamtenergieaufnahme gemessen. Metaanalysen gut konzipierter Kohortenstudien zeigen, dass bei gleicher Gesamtenergieaufnahme ein hoher UPF-Anteil das Risiko der Erkrankung an chronischen, nicht-ansteckenden Krankheiten signifikant erhöht. Zu diesen Krankheiten gehören Adipositas, Diabetes, Bluthochdruck, Fettstoffwechselstörung, Herz-Kreislauf-Erkrankungen und Depressionen.
Die NutriNet-Santé-Studie, an der in Frankreich mehr als 170.000 Menschen teilnehmen, ergab bei hochverarbeiteten Lebensmitteln (UPF) einen durchschnittlichen Anteil von 18 % der verzehrten Lebensmittel nach Gewicht und 36 % an der Energiezufuhr. Ein über diesem Durchschnitt liegender Verzehr von hochverarbeiteten Lebensmitteln war korreliert mit männlichem Geschlecht, jüngerem Alter, geringerer Bildung, Rauchen und Übergewicht bzw. Adipositas.
Der Verzehr hochverarbeiteter Lebensmittel ist zwischen verschiedenen industrialisierten Ländern trotz vergleichbarem Bruttosozialprodukt sehr unterschiedlich. In einer 2021 veröffentlichten Studie wurde der Verzehr von hochverarbeiteten Lebensmitteln in 22 europäischen Ländern untersucht. Durchschnittlich lag der UPF-Anteil an der Energiezufuhr bei 27 %. Am geringsten war dieser Wert in Portugal, Rumänien und Italien mit unter 14 %, während Schweden mit etwa 44 % sowie Großbritannien (ebenso wie die USA) mit über 50 % die Spitze bilden. Über die 22 untersuchten Länder hinweg gemittelt trugen feine Backwaren am meisten zur Energiezufuhr mit hochverarbeiteten Lebensmitteln bei, auf den folgenden Plätzen lagen Wurstwaren, Fertiggerichte, Margarine und Saucen.

### Definition
Der Begriff hochverarbeitete Lebensmittel (highly- bzw. ultra-processed foods) ist nicht eindeutig definiert.
In einer Zusammenfassung der Nova-Klassifikation von 2023 werden hochverarbeitete Lebensmittel definiert als:

Industriell hergestellte Lebensmittel, die aus mehreren Zutaten bestehen,
- wozu Zucker, Öle, Fette und Salz gehören (in der Regel in größeren Anteilen als in verarbeiteten Lebensmitteln der Gruppe 3)
- sowie Inhaltsstoffe, die in der Küche gewöhnlich nicht eingesetzt werden (wie Fructose bzw. Glucose-Fructose-Sirup, gehärtetes Fett, modifizierte Stärke und Proteinisolate bzw. Extrakte).

Lebensmittel der Gruppe 1 sind nicht oder nur in geringer Menge enthalten.

Die Verarbeitung geschieht durch Prozesse wie Extrusion, Sprühtrocknung, Formung und Vor-Frittieren.

Es werden Zusatzstoffen wie Aromastoffe, Farbstoffe, Süßstoffe und Emulgatoren beigefügt, die unter anderem die Aufgabe haben, das Produkt besonders schmackhaft zu machen.

Die Produkte werden in aufwändiger Verpackung angeboten, in der Regel aus Kunststoff.

Die Verarbeitungsverfahren und Zutaten werden ausgewählt, um
- profitabel zu sein, dazu sollten die Inhaltsstoffe billig verfügbar, lange haltbar und/oder positiv konnotiert sein,
- ein bequem zu konsumierendes Produkt herzustellen, das verzehrfertig ist oder nur noch aufgewärmt werden braucht,
- eine wohlschmeckende Alternative zu den anderen Nova Lebensmittel-Gruppen und zu frisch zubereiteten Speisen und Mahlzeiten anzubieten.

Als weitere typische Inhaltsstoffe werden angegeben:
- Fruchtsaftkonzentrat, Invertzucker, Maltodextrin, Dextrose, Laktose,
- durch Fetthärtung und Umesterung modifizierte Fette,
- hydrolisierte Proteine, Sojaprotein-Isolate (Sojaproteinhydrolysat), Gluten, Kasein, Molkenprotein,
- Separatorenfleisch,
- Lebensmittelzusatzstoffe wie Verdickungsmittel, Schaumverhüter, Füllstoffe, Schaummittel, Geliermittel und Überzugsmittel.

Der Nährwert der Lebensmittel wird für die Nova-Klassifikation nicht beurteilt.
2009 erläuterte Monteiro:

Ultra-hochverarbeitete Lebensmittel sind im Grunde Zubereitungen aus Inhaltsstoffen der Gruppe 2 (die aus natürlichen Lebensmitteln gewonnen wurden), meist unter umfangreicher Verwendung von Zusatzstoffen, mit dem Ziel, diese genießbar, schmackhaft und leicht konsumierbar zu machen.
Diese Produkte haben keine Ähnlichkeit mehr mit Lebensmitteln der Gruppe 1 (unverarbeitete oder minimal verarbeitete Produkte), werden aber als 'vollwertig', 'nahrhaft' und 'frisch' angeboten und beworben.
Im Gegensatz zu Produkten der Gruppe 2 werden sie nicht gemeinsam mit minimal verarbeiteten Lebensmitteln (Gruppe 1) konsumiert oder zu Speisen verarbeitet, sondern verzehrfertig angeboten oder sind nur noch zu erhitzen.

Diese Definition wurde als intuitiv anwendbar, aber auch als unpräzise und schwer verifizierbar bezeichnet.
2021 wurden vier Beurteilungs-Kriterien vorgeschlagen:
- Ausmaß der Veränderung (vom natürlichen Zustand)
- Art der Veränderung (Eigenschaften, Zusatzstoffe)
- Ort der Verarbeitung (wo und von wem)
- Zweck der Verarbeitung (notwendig oder rein optisch)[17]

### Nachhaltigkeit
Hochverarbeitete Lebensmittel werden in der Regel aus Zutaten hergestellt, die aus vier ertragreichen Pflanzenarten stammen: Mais, Weizen, Soja und Ölsaaten. Zutaten tierischen Ursprungs in hochverarbeiteten Lebensmitteln stammen fast immer aus der Massentierhaltung, wo dieselben Pflanzenarten verfüttert werden. Diese Einschränkung der Zutaten hat einen negativen Einfluss auf die Biodiversität. Bestehende Praktiken der Landnutzung und der Anbau traditioneller und regionaler Pflanzensorten werden durch Monokulturen verdrängt. Traditionelle und regional-typische Lebensmittel aus frischen und minimal verarbeiteten Zutaten werden durch maschinell erzeugte Produkte ersetzt. Hochverarbeitete Lebensmittel werden darum als nicht nachhaltig angesehen.
Herstellung, Verpackung und Transport verarbeiteter Lebensmittel verbrauchen deutlich mehr Ressourcen und Energie als traditionelle pflanzliche Lebensmittel und sind mit erhöhten Treibhausgasemissionen verbunden.
Im Vergleich mit tierischen Lebensmitteln sind pflanzliche Ersatzprodukte (Pflanzliche Milch, Käseersatz, Fleischersatz etc.) hingegen mit geringeren Emissionen, Ressourcen- und Energieverbrauch verbunden.

## Geschichte
Der Begriff Hochverarbeitete Lebensmittel ist in der Ernährungswissenschaft älter als die NOVA-Klassifikation selbst. 2009 führte Carlos Augusto Monteiro von der Universidade de São Paulo den Begriff der Hochverarbeiteten Lebensmittel ein. Zwischen 2009 und 2017 änderten Monteiro und seine Ko-Autoren die Definition von ultra-processed food (UPF) bzw. ultra-processed food and drink (UPFD) mehrfach, weg von einer reinen Beschreibung der Zutaten hin zur Art der (industriellen) Zubereitung.
2014 veröffentlichte das brasilianische Gesundheitsministerium Ernährungsrichtlinien für die Bevölkerung Brasiliens, in der die Empfehlung zum Vermeiden hochverarbeiteter Lebensmittel eine zentrale Rolle einnahm. Koordinator der Richtlinie war Carlos Augusto Monteiro. Die NOVA-Skala in Gänze wurde von Monteiro erstmals 2017 publiziert.

## Kritik
In einer 2022 veröffentlichten Studie wurde untersucht, wie zuverlässig französische Ernährungsexperten verschiedene Lebensmittel der NOVA-Skala zuordnen können. Die Einordnung geschah für industrielle Lebensmittelprodukte mit Zutatenlisten sowie für generische Produkte ohne Zutatenliste. Die 120 verwendeten industriellen Lebensmittelprodukte waren Markenprodukte mit gesetzlich vorgeschriebener Zutatenliste, wie sie auch auf der Packung abgedruckt ist. Während der Markenname dieser Produkte anonymisiert war, lag die jeweilige Zutatenliste den teilnehmenden Ernährungsexperten vor. Die Auswahl der 111 generischen Produkte stammte aus einer Studie des Ernährungsverhaltens in drei französischen Städten. Diese Produkte werden üblicherweise lose oder ohne Fertigpackung verkauft und haben daher keine Zutatenliste. Dazu zählten Produkte wie Äpfel, unverpacktes Roggenbrot und Baguettes. Im Ergebnis war die Einordnung für manche Produktgruppen konsistent, während andere Produkte sehr unterschiedlich klassifiziert wurden.